# 甑山道
甑山道（じゅんさんどう、英: Jeung San Do, 朝: 증산도）は姜一淳（甑山上帝）を道祖とする韓国の信仰団体である。 甑山上帝を万物の主宰者として甑山の妻の高判禮を正統後継者の首婦とする。 甑山道の5大宗旨は報恩、解冤、相生、後天開闢、原始返本である。 最近、STB相生放送を開局して、周易、正易、宇宙変化原理の放送を通じて、東洋文化を伝える。 甑山道は30年の現地踏査を通じて、道典を編纂した。進んで道典改正新版を外国語に翻訳して、全世界に知らせており、韓国150余りの道場と海外20の道場がある。

## 道祖

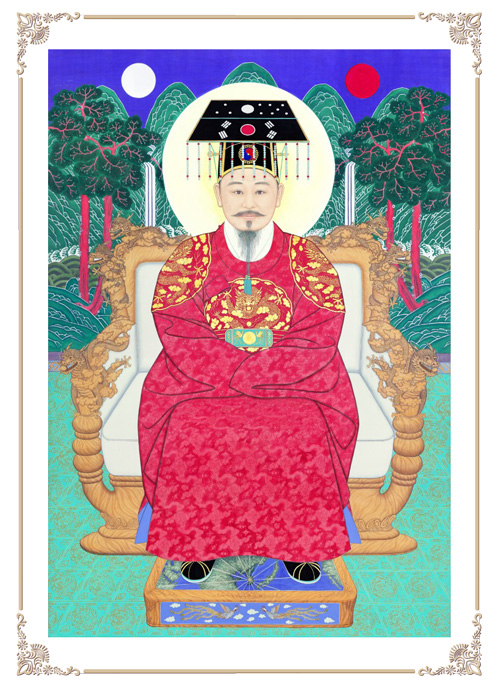
甑山上帝様

姜一淳（甑山上帝, 1871年陰暦9月19日～ 1909年陰暦6月24日）は晋州で没落した両班の長男として生を享ける。江華島事件や甲午農民戦争・日清戦争といった混乱の中で放浪を重ねた末に大源寺に籠って成道を為して湖南地域を中心に布教。1909年に自ら予言した通り死去。

## 経典
甑山道の経典は『道典』と呼ばれる。『道典』は「甑山」と「高首婦」の降誕とその生涯、そして行跡と聖徒たちに話された言葉を収録した甑山道真理の根幹である。安耕田宗正は甑山道道門の最高指導者である安雲山宗道師の下で三十年以上もの期間をかけて「甑山」の行跡を踏査し、「甑山」と「高首婦」に従っていた聖徒たち及びその子孫たちの証言を採録された。そして、徹底した考証を経て初期に残された記録の間違いを正した。1992 年に『道典』初版が刊行され、2003 年には改訂版が刊行された。
現在、世界の主要7か国語に翻訳されている。

## 5大宗旨
- 後天開闢
- 原始返本
- 解冤
- 相生
- 報恩

## 年表

甑山上帝・姜一淳像

### 開拓と復興の甑山道百年の歴史
自然の変化が「生・長・成」の法則に従って三番目の｢成｣の段階に結実するように、甑山道百年の歴史も今や第三の復興期を迎え、大道の真法を天下に説く。

### 甑山の降誕と天地公事
(1871～1909)
- 道紀元年 1871(辛未) 甑山の誕生[全羅北道 井邑]
- 道紀10年 1880(庚辰) 太母高首婦の誕生[全羅南道 潭陽]
- 道紀31～39年 1901(辛丑)～1909(己酉) 甑山が造化政府を建て、天地大神門を開かれ、9年天地公事を執行する

### 第1復興時代 － 生
(1911～1935)

太母高首婦が最初の教団を開創された1911年当時は、日本の植民統治時代であり、この中に太乙呪の奇跡が現れた。甑山の教えは新時代を渇求する民衆の希望となった。そして当時700万の求道者が全国各地から集い、信仰の大復興時代が開かれた。
- 道紀41年 1911(辛亥) 太母高首婦 甑山道最初の教団創設 [全北 井邑]
- 道紀52年 1922(壬戌) 安雲山宗道師の誕生 [忠清南道 瑞山]
- 道紀56年 1926(丙寅)～1935(乙亥) 太母高首婦 10年天地公事を執行する

### 第2復興時代 － 長
(1945～1954)
- 8月15日開放後、安雲山宗道師は不屈の精神と心血を注ぐ布教活動により、わずか数年で数十万人が太乙呪を唱え、上帝を信仰する大復興時代が開かれた。
- 道紀75年 1945 (乙酉) 安雲山宗道師 甑山道第2変復興時代を開拓 [全北 金堤]
- 道紀84年 1954 (甲午) 安耕田宗正の誕生 [忠南 公州]

### 第3復興時代 － 成
(1974～ )

宗道師と宗正は太田の本部道場を中心に信仰の不毛地を新たに開拓され、第三の復興時代を開かれた。現在韓国の太田(大田の本来の地名)を中心に国内の各市郡、及び米国日本等の海外主要都市に道場創設が本格化している。
- 道紀104年 1974 (甲寅) 安雲山宗道師、安耕田宗正 甑山道第3変復興時代を開拓[太田]
- 道紀110年 1980(庚申) 教典『甑山道の真理』発刊
- 道紀113年 1983(癸亥) 『これが開闢だ』 発刊
- 道紀114年 1984(甲子) 年号を｢道紀｣と正式決定 甑山道大学校出帆
- 道紀122年 1992(壬申)『道典』初版本発刊
- 道紀128年 1998(戊寅) 甑山道思想研究所 設立
- 道紀132年 2002(壬午) 甑山道教育文化会館 竣工
- 道紀133年 2003(癸未) 『道典』改訂新版発行
- 道紀134年 2004(甲申) 『道典』7か国語(英仏日独中西露)翻訳版発行